# Cap d'Esquadró

Insígnia de Cap d'Esquadró

Cap d'Esquadró (anglès: Squadron Leader) és un rang d'oficial de la Royal Air Force britànica, així com d'altres països que han tingut una influència britànica. Se situa entre els rangs de Tinent de Vol i Comandant d'Ala. Té diverses abreviatures, incloent Sqn Ldr, Sqn. Ldr., SQNLDR i S/L. Té un codi OTAN d'OF-3, i és equivalent als rangs de Tinent Comandant a la Royal Navy i al de Major a l'Exèrcit britànic i als Marines Reials.
El rang equivalent al Cos Auxiliar Femení de l'Aire (WAAF), al Cos Femení de l'Aire (WRAF) i al Servei d'Infermeria de la Reial Força Aèria Princesa Maria (PMRAFNS) era Oficial d'Esquadró (Squadron Officer)

## Orígens
El rang es va originar al Regne Unit, sent adoptat per diversos països més.
L'1 d'abril de 1918, la recentment creada RAF adoptà els seus títols d'oficials, amb els Tinents-Comandants del Royal Naval Air Service i els Majors del Royal Flying Corps esdevenint Majors de la RAF. En resposta a la proposta que la RAF hauria de fer servir els seus propis títols de rang, se suggerí que es podrien fer servir els de la Royal Navy amb el prefix Air al davant del títol naval. Així doncs, el rang que posteriorment seria Cap d'Esquadró hauria quedat com a Tinent Comandant de l'Aire. Però, davant d'aquesta proposta, l'Almirallat objectà davant la modificació dels seus títols de rang. El títol de Cap d'Esquadró va ser triat perquè els esquadrons eren normalment comandats per Majors, i el títol Comandant d'Esquadró (Squadron Commander) havia estat emprat pel Royal Naval Air Service. El rang de Cap d'Esquadró s'ha fet servir de manera continuada des de l'1 d'agost de 1919.

## Ús
Abans de la Segona Guerra Mundial, un Cap d'Esquadró comandava un esquadró d'avions. Avui, això no obstant, aquest és comandat per un Comandant d'Ala; però quan els esquadrons són sub-divisions administratives d'una ala, són comandats per un Cap d'Esquadró.
Els esquadrons dels Regiments de la RAF habitualment són comandats per un Cap d'Esquadró. Avui, el rang de Cap d'Esquadró és el primer rang d'oficial superior de la RAF.

Bandera de comandament de Cap d'Esquadró

La insígnia de rang consisteix en una franja blau cel prima enmig de dues negres de la mateixa amplada, enmig de dues franges blau cel amples enmig de dues negres. Es llueix a la bocamàniga o a les espatlleres.
Els Caps d'Esquadró són el rang més baix que pot tenir una bandera de comandament.

## Ús a part de la Força Aèria
A la Household Cavalry i al Reial Cos Blindat, Cap d'Esquadró és el títol atorgat (però no el rang) al comandant d'un esquadró (companyia de vehicles blindats). Normalment és un Major, si bé durant la Segona Guerra Mundial, aquest era ocupat sovint per un Capità.